# بوبي وينشتاين
بوبي وينشتاين (بالإنجليزية: Bobby Weinstein)‏ هو كاتب أغاني أمريكي، ولد في 6 يوليو 1939.

## وصلات خارجية
- بوبي وينشتاين على موقع IMDb (الإنجليزية)
- بوبي وينشتاين على موقع ميوزك برينز (الإنجليزية)
- بوبي وينشتاين على موقع أول ميوزيك (الإنجليزية)
- بوبي وينشتاين على موقع ديسكوغز (الإنجليزية)
- بوبي وينشتاين على موقع ديسكوغز (الإنجليزية)